# Elisa Coll
Elisa Coll (Madrid, 1992), es una escritora y comunicadora multidisciplinar, feminista y bisexual. Autora del libro Resistencia bisexual: mapas para una disidencia habitable. (Melusina, 2021). También es autora del monólogo teatral GLORIA (estrenado en 2024), del libro Nosotras vinimos tarde (Amor de Madre, 2023), del fanzine Mitos del amor romántico, y ha escrito textos para Vanity Fair, Vice, El Salto y El Diario.es.

## Activismo
Coll defiende que la bisexualidad no solo se define por el deseo, sino que se trata de una identidad disidente, por sí misma, marcada por la violencia estructural y bifobia que sufren las personas bisexuales. Así como, comenta que es necesario considerar a las personas bisexuales como sujetos con memoria histórica.
"La bifobia consiste no solo en decirnos viciosas, sino en sufrir violencia sexual, psicológica, física o tener graves problemas de salud mental. Es violencia con todas las letras".
Elisa Coll, cuenta que lo que le impulsó a escribir el libro de Resistencia Bisexual fue la escasez de referentes previos sobre bisexualidad y feminismos en el Estado español.
Coll también ha escrito sobre la dificultad de las personas bisexuales para salir del armario y como esto está influenciado no solo por la falta de referentes abiertamente bisexuales, sino también por la invisibilización de la bisexualidad, también dentro de la comunidad LGBT.
Además ha sido crítica con la monogamia, en Resistencia bisexual, defiende la necesidad de descentralizar la pareja. Mientras que en la revista El Salto, ha escrito sobre la importancia de los vínculos amistosos entre personas, especialmente, entre mujeres, bisexuales.

### Resistencia bisexual: mapas para una disidencia habitable
El libro se publicó el lunes 1 de febrero de 2021, por el sello Melusina. Se trata de un ensayo en el que se abordan los prejuicios y reflexiones sobre la bisexualidad. Así sobre como tejer alianzas para combatir la discriminación.
Como referencias, la autora se basó en Fenomenología queer de Sara Ahmed, las Bisexualidades feministas editado por Madreselva y en experiencias personales compartidas con amigas.